# Дапкус, Мартинас
Мартинас Дапкус (лит. Martynas Dapkus; 16 февраля 1993, Таураге, Литва) — литовский футболист, защитник клуба «Кауно Жальгирис» и сборной Литвы.

## Биография

### Клубная карьера
Воспитанник национальной футбольной академии (г. Каунас). Профессиональную карьеру начинал в каунасских клубах низших лиг Литвы «Айсчяй» и «Атлетас». В 2011 году перешёл в израильский клуб «Маккаби» Хайфа. В сезонах 2012/13 и 2013/14 он выступал в аренде в Лиге Леумит за клуб «Хапоэль» Нацрат-Иллит, за который провёл 41 матч и забил 1 гол. Зимой 2015 года, так и не сыграв за основной состав «Маккаби», Дапкус вернулся в Литву. Сезон 2015 провёл в клубе «Стумбрас». Затем был игроком клубов «Тракай» и «Ионава». С 2019 года выступает за «Кауно Жальгирис».

### Карьера в сборной
Дебютировал за сборную Литвы 26 марта 2013 года в товарищеском матче со сборной Албании, в котором вышел на замену на 73-й минуте вместо Андрюса Барткуса. В следующий раз был вызван в сборную только в 2017 году и сыграл в отборочном матче чемпионата мира 2018 против Словакии. В 2020 году принимал участие в Лиге наций УЕФА 2020/21.